# 코니 케이
코니 케이(영어: Connie Kay, 1927년 4월 27일 ~ 1994년 11월 30일)는 미국의 재즈 및 R&B 드러머로 모던 재즈 콰르텟의 멤버였다.

## 생애
드럼을 독학한 그는 1940년대 중반 로스앤젤레스에서 공연을 시작했다. 그의 드럼은 1947년 7월 6일 덱스터 고든과 워델 그레이의 결투 테너들이 등장하는 로스엔젤레스의 유명한 잼 세션인 《The Hunt》에 녹음되어 있다. 1949년부터 1955년까지 레스터 영의 콰르텟과 스탠 게츠, 콜먼 호킨스, 찰리 파커, 마일스 데이비스와 함께 녹음했다.
케이는 1955년 모던 재즈 콰르텟에 합류하여 원래의 드러머 케니 클라크의 자리를 대신했다. 그는 1974년 그룹의 해체와 1990년대까지 가끔의 재회를 통해 남아있었다. 모던 재즈 콰르텟 동료들과 더불어 그는 1960년대 전반까지 쿨 재즈 알토이스트 폴 데즈먼드와 지속적인 파트너십을 맺었다. 그는 북아일랜드의 싱어송라이터 밴 모리슨의 음반에서 드럼을 연주했는데, 《Astral Weeks》, 《Saint Dominic's Preview》에서 한 곡, 《Tupelo Honey》에서 네 곡을 연주했다.
케이는 2006년 기사에서 팀파니, 작은 심벌즈, 삼각, 종나무, 다르부카스 등 타악기를 드럼 키트에 접목시킨 것으로 알려져 있다.
1989년, 케이는 버클리 음악 대학에서 명예 박사 학위를 받았다.

### 사망
케이는 1992년에 뇌졸중을 겪었지만, 공연을 재개할 수 있을 만큼 회복되었다. 그는 1994년 67세의 나이로 맨해튼에서 심장 마비로 사망했다.